# The World of Ray Charles
The World of Ray Charles – box set amerykańskiego muzyka Raya Charlesa, wydany w 1993 roku.

## Lista utworów
Dysk 1
1. „Georgia on My Mind”
2. „Unchain My Heart”
3. „Born to Lose”
4. „One Mint Julep”
5. „You Don't Know Me”
6. „Smack Dab in the Middle”
7. „Crying Time”
8. „Hide nor Hair”
9. „Let's Go Get Stoned”
10. „That Lucky Old Sun (Just Rolls Around Heaven All Day)”
11. „Don't Change on Me”
12. „Your Cheatin' Heart”
13. „I Don't Need No Doctor”
14. „Careless Love”
15. „My Heart Cries for You”
16. „I Chose to Sing the Blues”
17. „If You Were Mine”
18. „Baby Don't You Cry”
19. „Here We Go Again”
20. „Yesterday”

Dysk 2
1. „Busted”
2. „Hit the Road Jack”
3. „I Can't Stop Loving You”
4. „You Are My Sunshine”
5. „Ruby”
6. „Sticks and Stones”
7. „Take These Chains from My Heart”
8. „Them That Got”
9. „No One”
10. „Without Love (There Is Nothing)”
11. „Don't Set Me Free”
12. „I'm a Fool to Care”
13. „Makin' Whoopee, Pts. 1 & 2”
14. „Hard Hearted Hannah”
15. „Baby, It's Cold Outside”
16. „At the Club”
17. „In the Heat of the Night”
18. „Eleanor Rigby”
19. „Look What They've Done to My Song, Ma”
20. „America the Beautiful”

Dysk 3
1. „Ev'ry Time We Say Goodbye” (Betty Carter, Ray Charles)
2. „You and I” (Betty Carter, Ray Charles)
3. Intro: „Goodbye” /” We'll Be Together Again” (Betty Carter, Ray Charles)
4. „People Will Say We're in Love” (Betty Carter, Ray Charles)
5. „Cocktails for Two” (Betty Carter, Ray Charles)
6. „Side by Side” (Betty Carter, Ray Charles)
7. „Together” (Betty Carter, Ray Charles)
8. „For All We Know” (Betty Carter, Ray Charles)
9. „Takes Two to Tango” (Betty Carter, Ray Charles)
10. „Alone Together” (Betty Carter, Ray Charles)
11. „Just You, Just Me” (Betty Carter, Ray Charles)
12. „But on the Other Hand Baby”
13. „I Never See Maggie Alone”
14. „I Like to Hear It Sometime"

Dysk 4
1. „Hey, Good Lookin'”
2. „Don't Tell Me Your Troubles”
3. „Just a Little Lovin' (Will Go a Long Way)”
4. „It Makes No Difference Now”
5. „I'll Never Stand in Your Way”
6. „Someday (You'll Want Me to Want You)”
7. „I Love You So Much It Hurts”
8. „Careless Love”
9. „Oh, Lonesome Me”
10. „Hang Your Head in Shame”
11. „Midnight”
12. „No Letter Today”
13. „Together Again”
14. „Don't Let Her Know”